# Igreja da Misericórdia do Porto
A Igreja da Misericórdia do Porto situa-se na Rua das Flores, na cidade do Porto, em Portugal.
Tendo sido construída inicialmente em 1559, de estilo renascentista com reminiscências góticas, desta igreja só se aproveitou a capela-mor, em virtude de um relâmpago que destruiu a fachada em Abril de 1621 e só no século XVIII seria objeto de reconstrução.
O Edifício e a Igreja da Santa Casa da Misericórdia do Porto encontram-se classificados como Imóvel de Interesse Público desde 1977.

## História
A Santa Casa da Misericórdia do Porto foi instituída em 1502, na sequência duma carta que o rei D. Manuel I terá escrito em 1499 às pessoas mais influentes da cidade, na qual lhes recomendava a criação de uma confraria semelhante à de Lisboa, instituída no ano anterior. Inicialmente, a Confraria de Nossa Senhora da Misericórdia instalou-se na capela de S. Tiago, no claustro velho da Sé do Porto; em 1555, atendendo ao movimento da Rua das Flores, aberta por D. Manuel alguns anos antes, mudaram para lá a Casa do Despacho, iniciando nesse mesmo ano a construção da sua igreja, que seria benzida em 13 de Dezembro de 1559, por D. Rodrigo Pinheiro, ainda incompleta: a capela-mor foi construída apenas em 1584, recebendo o Santíssimo em 1590.
Em 1628, foi revestida interiormente de azulejos feitos em Lisboa, poucos dos quais chegaram até à atualidade.
A igreja ficou posteriormente desprezada e durante imenso tempo ameaçou ruína. Só durante o século XVIII é que as atenções se viraram para a reconstrução da igreja. No dia 7 de Fevereiro de 1740, a Mesa da Santa Casa da Misericórdia consulta vários peritos, entre os quais Nasoni, para darem o seu parecer sobre o estado de segurança da igreja.
Mas a igreja só foi reedificada com projeto de Nasoni em 1748 em estilo barroco com formas de rococó, na sequência da queda da abóbada da igreja, contando com várias propostas do artista, tendo sido escolhida a mais simples, mas mesmo assim umas das mais luxuriantes a nível de escultura.
Em 2015 passou a poder ser visitada, fazendo parte do Museu da Misericórdia do Porto. Pode-se visitar o Coro, Nave Central e dependências laterais (sacristia e outras).

## Descrição
Não existe na cidade do Porto outra fachada com um efeito tão cenográfico quanto a da frontaria da Igreja da Misericórdia, pois não se é possível visualizar o templo na rua para além da sua fachada. Com a decoração ostentosa e pesada, assenta sobre três arcadas que abrem o andar inferior, apoiadas em altos pedestais. O arco central, porta de entrada para o vestíbulo, é rematado por uma cartela com uma inscrição bíblica e a data de 1750 no entablamento com um frontão circular partido e profusamente decorado; os arcos laterais encontram-se rematados por vieiras. O segundo piso, assente no entablamento divisório, termina também num frontão circular, partido, luxuriantemente decorado; compõem o conjunto três janelões de recorte ondulado (sendo o central de maiores dimensões), encimados por frontões ricamente decorados. Rematando a fachada, encontra-se um grande frontão, com o emblema da Misericórdia e a coroa real, e sobre a cornija encurvada erguem-se quatro fogaréus e, no topo, uma magnífica cruz de pedra trabalhada.
No interior, a igreja é constituída por uma só nave com abóbada de tijolo recoberto de estuques e as paredes encontram-se revestidas de azulejos azuis e brancos, que substituíram, em 1866, os primitivos, que serão provavelmente os que se encontram na parede da escada de acesso à tribuna e na sacristia. A capela-mor é coberta por uma abóbada barroca-jesuítica decorada, em granito, e as paredes, igualmente em granito bem trabalhado, dividem-se em dois frisos: o superior decorado com colunas coríntias e janelas com grades de ferro dourado (do século XIX); no inferior, com colunas jónicas, abrem-se vários nichos com imagens dos evangelistas do século XVI, em madeira, mas pintadas em 1888 por Marques Pinto, a imitar mármore.
A decoração interior tem alguns aspectos valiosos, nomeadamente a sanefa de talha dourada neoclássica do arco cruzeiro, onde figuram as armas reais e a imagem de Nossa Senhora da Misericórdia. De destaque são ainda as capelas (na da esquerda encontram-se duas urnas de mármore com os restos mortais de João Teixeira Guimarães e D. Lopo de Almeida) e os altares laterais, com painéis e imagens valiosos, o coro, assente num belo arco abatido e recortado, da autoria de Nasoni, e o guarda-vento com uma vistosa talha rococó.
Esta igreja ainda é na atualidade propriedade da Irmandade da Santa Casa da Misericórdia do Porto, fundada em 14 de Março de 1498, e o grande mecenas desta igreja, através do seu legado, foi D. Lopo de Almeida, aqui sepultado.